# Сер-сюр-Арже
Сер-сюр-Арже́ (фр. Serres-sur-Arget) — коммуна во Франции, находится в регионе Юг — Пиренеи. Департамент коммуны — Арьеж. Входит в состав кантона Фуа-Рюраль. Округ коммуны — Фуа.
Код INSEE коммуны — 09293.

## Население
Население коммуны на 2008 год составляло 779 человек.
| 1962 | 1968 | 1975 | 1982 | 1990 | 1999 | 2008 |
| ---- | ---- | ---- | ---- | ---- | ---- | ---- |
| 275  | 444  | 385  | 460  | 565  | 701  | 779  |

## Экономика
В 2007 году среди 534 человек в трудоспособном возрасте (15—64 лет) 362 были экономически активными, 172 — неактивными (показатель активности — 67,8 %, в 1999 году было 73,8 %). Из 362 активных работали 319 человек (170 мужчин и 149 женщин), безработных было 43 (21 мужчина и 22 женщины). Среди 172 неактивных 37 человек были учениками или студентами, 57 — пенсионерами, 78 были неактивными по другим причинам.

## Достопримечательности
- Церковь (апсида XI века в романском стиле)
- Аббатство Нотр-Дам-дю-Пескье